# Alexandromys sachalinensis
Alexandromys sachalinensis — вид гризунів родини Cricetidae. Ендемік острова Сахалін. Зустрічається лише у північній та центральній частинах острова.

## Спосіб життя
Живе колоніями. Населяє відкриті ландшафти або місця з невеликою кількістю дерев. Також зустрічається в торф'яних болотах гірських модринових лісів і тундрових рідколіссях. У сухих місцях риє нори, у вологих — використовує невеликі нори в пагорбах. Взимку трапляються наземні гнізда. Вид вміє плавати. Харчується болотяними й лучними травами та чагарниками, а також споживає молюсків і пташині яйця. Запасає до 10 кг запасів. Розмноження відбувається в теплу пору року. Зазвичай має один або два виводки по 4–7 дитинчат у кожному.

## Загрози й охорона
Загрози для цього виду невідомі, але нещодавній розвиток інфраструктури, пов'язаної з нафтою, може впливати на ареал. Цей вид зустрічається в деяких охоронних зонах.